# Dysmachus albiseta
Dysmachus albiseta är en tvåvingeart som beskrevs av Becker 1907. Dysmachus albiseta ingår i släktet Dysmachus och familjen rovflugor. Inga underarter finns listade i Catalogue of Life.